# 白勇
白勇（1971年10月—），湖北宜都枝城人，中华人民共和国政治人物。

## 生平
1971年10月，白勇出生在湖北省宜都县（今宜都市）枝城镇，毕业于中南财经大学工业经济专业，并且在清华大学取得高级管理人员工商管理硕士学位。
1996年6月，白勇加入中国共产党。早年，白勇在中国建设银行三峡分行工作。
2007年，白勇进入中国长江三峡集团有限公司，在其子公司湖北能源集团股份有限公司出任董事、副总经理、总会计师，后来出任总经理、党委副书记。2010年又调任中国长江电力股份有限公司财务总监，兼任三峡集团资本运营部主任、战略发展部主任、战略规划部（董事会与监事会办公室）主任。
2018年，白勇出任中国东方电气集团有限公司党组成员、总会计师。
2021年，白勇出任中国机械工业集团有限公司党委常委、副总经理、总会计师。
2023年，白勇出任华润（集团）有限公司董事、党委副书记。
2024年10月22日，中共中央组织部宣布党中央的决定，任命白勇出任中粮集团有限公司董事、总经理、党组副书记，接替栾日成。